# Вязьма (аеродром)
Вязьма (також Двоївка, рос. Двоевка) — військовий аеродром поблизу міста Вязьма в Смоленській області РФ. На аеродромі дислокується 440-й вертолітний полк та пілотажна група «Русь», яка виступає на літаках Л-39.

## Історія
На початку німецько-радянською війни на аеродромі базувалася винищувальна авіація ППО на літаках МіГ-3. Авіаполки забезпечували оборону Москви.

### 440-й окремий вертолітний полк
440-й окремий вертолітний полк створено 1 березня 1987 року на базі окремих гелікоптерних ескадрилій танкових дивізій 3-ї загальновійськової армії в Групі радянських військ у Німеччині. Базувався на аеродромі поблизу міста Штендаль. 7 жовтня 1991 року виведений зі Штендаля в Закавказький військовий округ до складу 4-ї загальновійськової армії СРСР. 14 липня 1992 передислокований в Московський військовий округ, на аеродром під Вязьмою.
У ході скорочення ЗС Росії у 2009 році, 440-й окремий гелікоптерний полк був переформований в 378-у авіаційну базу армійської авіації.
В грудні 2017 військову авіабазу №378, котра мала бойові Мі-24, транспортно-бойові та спеціальні Мі-8, було зворотно переформовано в 440-й вертолітний полк, на озброєння якому також почали надходити сучасні вертольоти Ка-52 та Мі-8АМТШ-ВН

### Російсько-українська війна
440-й авіаполк залучений до бойових дій у війни проти України.
13 травня 2023 в небі над Брянською областю за допомогою ЗРК MIM-104 Patriot було збито кілька вертольотів, в тому числі Мі-8. За даними ЗМІ, це був один з вертольотів, які належали до 440-го полку і базувались на аеродромі Вязьма.